# Florist

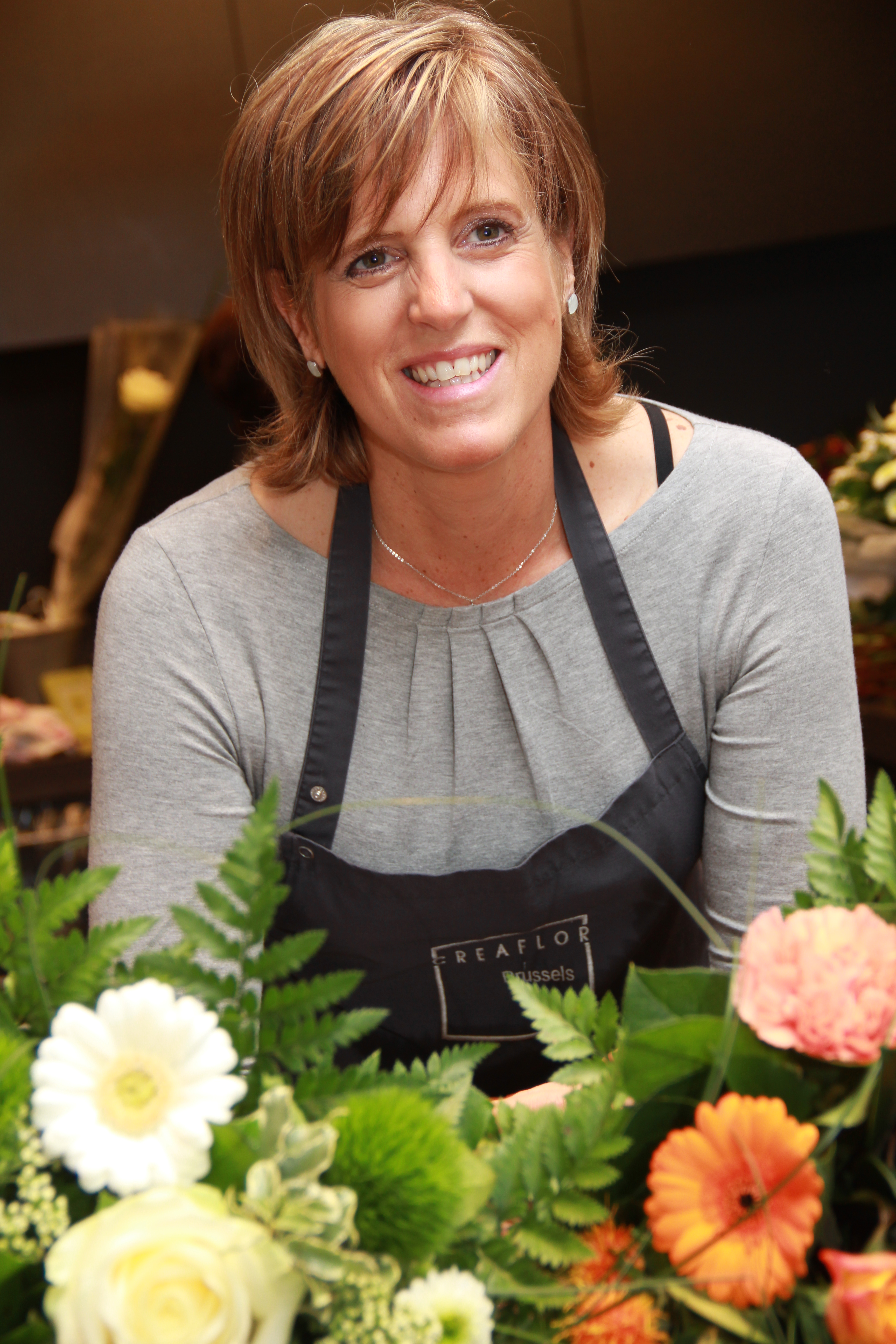
En florist med blommor.

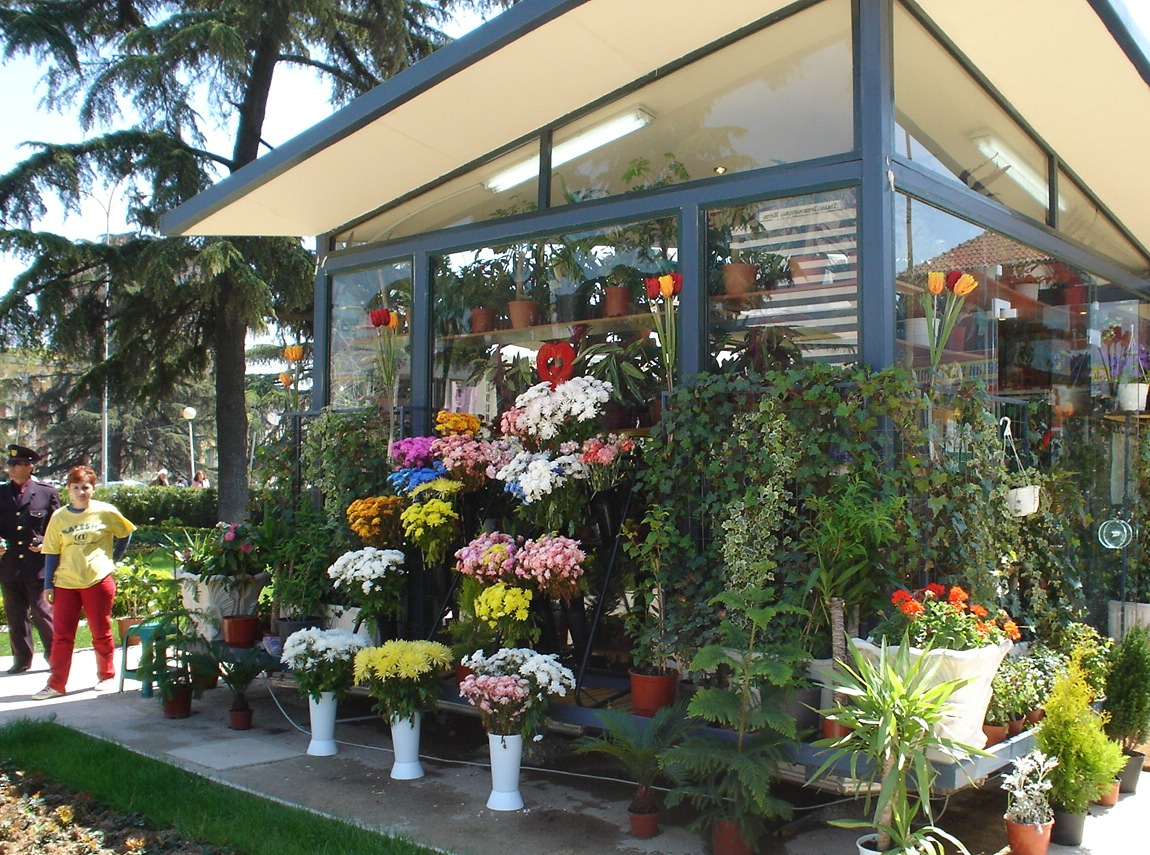
Florist utanför blomsteraffär i Albanien.

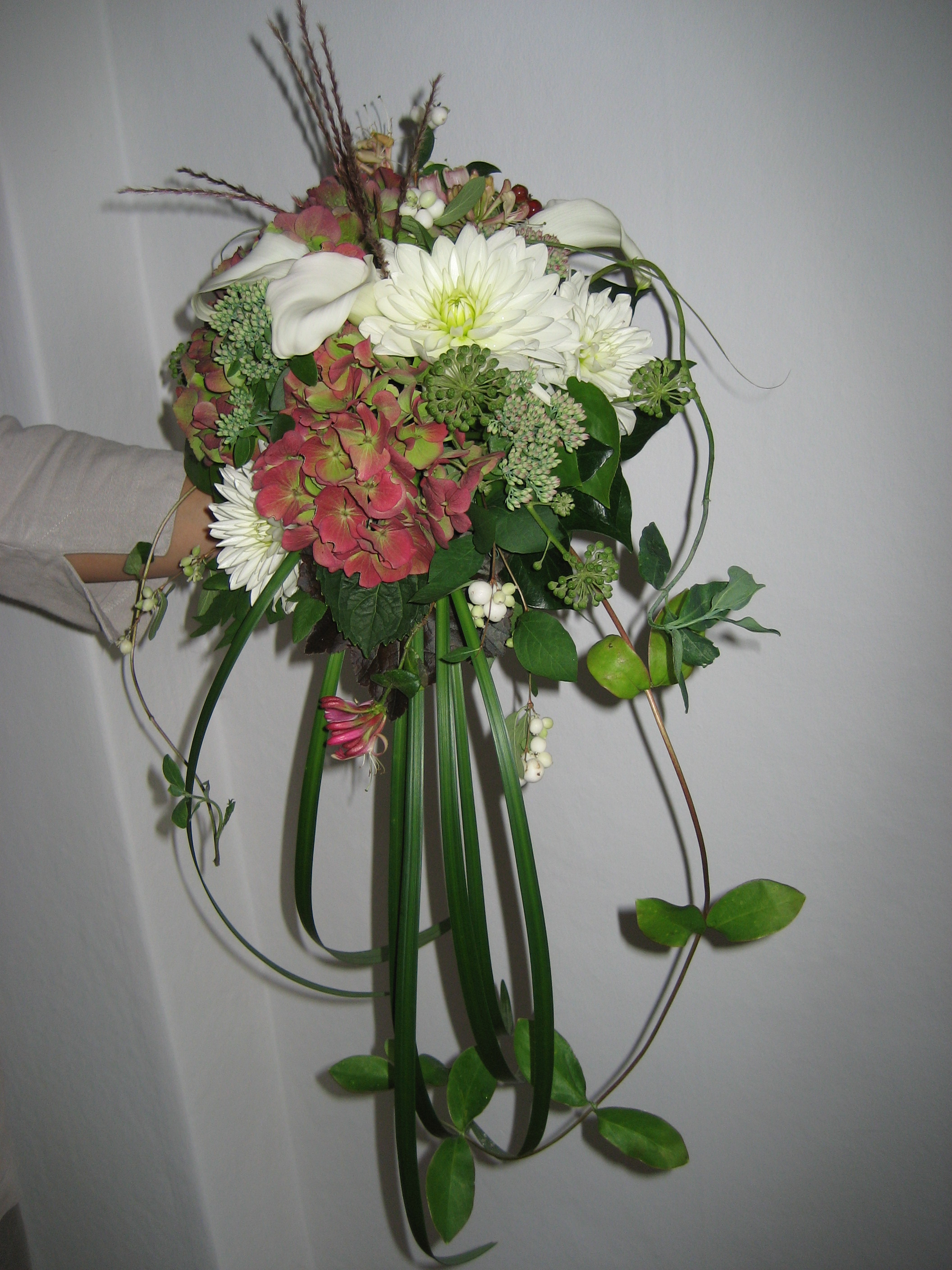
Brudbukett.

En florist, blomsterhandlare eller blomsterbindare arbetar med att arrangera och sälja krukväxter och snittblommor. Florister är ofta anställda inom blomsterhandeln eller på handelsträdgårdar. Yrket har inslag av försäljning, administration och estetiskt arbete.
Arbetet som florist är praktiskt inriktat, men teoretiska kunskaper inom områdena färg/form-lära, försäljning samt exponering av varor är minst lika viktiga. Ofta arbetar en florist med att sätta samman kalkyler för både butiken som helhet, och med kostnadskalkyler för de enskilda floristiska arbetena som ska försäljas. Lämplig arbetsklädsel inkluderar vattenavvisande förkläde med fickor där arbetsredskap kan förvaras.
Det är vanligt att floristerna tar sin butik online och ansluter sig till ett rikstäckande eller internationellt nätverk av butiker för att öka sin försäljning. Fördelen med detta är att butikerna då har möjlighet att få beställningar från andra delar av landet eller världen.

## Sverige

### Utbildning
Utbildning till florist ges i Sverige bland annat inom gymnasieskolans Hantverksprogram. Det finns även fristående utbildningar.
Efter den grundläggande utbildningen är det möjligt att bli gesäll eller mäster. Man kan avlägga ett gesällprov och vid godkänt genomförande får man gesällbrev. Här listas två utbildningsvägar som ger möjligheten att avlägga gesällprov:
- Gymnasieskolans hantverksprogram (tre år) samt minst ett års allsidig fackhandelspraktik (heltid) efter utbildningen. Totalt fyra år.
- Floristutbildning under 40 veckor (kompletterande vuxenutbildning, exempelvis inom ramen för kvalificerad yrkesutbildning) samt minst två års allsidig fackhandelspraktik (heltid) före eller efter denna utbildning. Totalt minst tre år (gäller för vuxenelever).

### Historik
Historiskt sett gav Kungliga Tekniska Högskolan från 1827 en söndagsskola för florister, då kallade "fleurister".  Bland de första kända florister i Sverige var Emilia Fürstenhoff och Carolina Fredrika Ramstedt, som båda blev internationellt kända. 
Svenska Slöjdskolan gav också tidigt kurser i detta hantverk. Amalia Fredrika Lindström gick sex terminer på Slöjdskolan och fick 1875 stipendium för tre års studier i Paris. Under slutet av 1800-talet fanns en rad välkända florister i Stockholm, så som Emma Hebbe, Ida Haglind och Hildur Carlsson.